# Ministro de Educación y Cultura de Uruguay
El ministro de Educación y Cultura de Uruguay es el titular del Ministerio de Educación y Cultura de Uruguay. Como tal, es responsable de la ejecución y la política en materia educativa y cultural. 

## Historia
El cargo fue creado en los años sesenta con la denominación de ministro de Cultura, teniendo como antecesor al cargo de Ministro de Instrucción Pública creado en 1884. La actual denominación de Ministro de Educación y Cultura es a partir de 1970 cuando la cartera asume ambas funciones. 

## Estructura orgánica
En sus funciones es acompañado por un subsecretario, teniendo además la gestión directa en las siguientes áreas.
- Dirección de la Secretaría de Estado
- Dirección General del Registro Civil
- Dirección General de Registros

## Titulares
| Espectro político |
| ----------------- |
| Partido Colorado  |
| Frente Amplio     |
| Partido Nacional  |

|              | Imagen             | Ministro               | Mandato                 | Mandato                 | Presidente                   |
| Nombramiento | Imagen             | Ministro               | Cese                    |                         | Presidente                   |
| ------------ | ------------------ | ---------------------- | ----------------------- | ----------------------- | ---------------------------- |
|              |                    | Adela Reta             | 1 de marzo de 1985      | 1 de marzo de 1990      | Julio María Sanguinetti      |
|              |                    | Guillermo García Costa | 1 de marzo de 1990      | 12 de agosto de 1992    | Luis Alberto Lacalle Herrera |
|              | Antonio Mercader   | 12 de agosto de 1992   | 1 de marzo de 1995      |                         | Luis Alberto Lacalle Herrera |
|              |                    | Samuel Lichtensztejn   | 1 de marzo de 1995      | 18 de agosto de 1998    | Julio María Sanguinetti      |
|              | Yamandú Fau        | 18 de agosto de 1998   | 1 de marzo de 2000      |                         | Julio María Sanguinetti      |
|              |                    | Antonio Mercader       | 1 de marzo de 2000      | 13 de noviembre de 2002 | Jorge Batlle                 |
|              |                    | Leonardo Guzmán        | 13 de noviembre de 2002 | 5 de octubre de 2004    | Jorge Batlle                 |
|              | José Amorín Batlle | 5 de octubre de 2004   | 1 de marzo de 2005      |                         | Jorge Batlle                 |
|              |                    | Jorge Brovetto         | 1 de marzo de 2005      | 3 de marzo de 2008      | Tabaré Vázquez               |
|              | María Simón        | 3 de marzo de 2008     | 1 de marzo de 2010      |                         | Tabaré Vázquez               |
|              | Ricardo Ehrlich    | 1 de marzo de 2010     | 1 de marzo de 2015      | José Mujica             |                              |
|              | María Julia Muñoz  | 1 de marzo de 2015     | 1 de marzo de 2020      | Tabaré Vázquez          |                              |
|              |                    | Pablo da Silveira      | 1 de marzo de 2020      | 1 de marzo de 2025      | Luis Lacalle Pou             |
|              |                    | José Carlos Mahía      | 1 de marzo de 2025      |                         |                              |